# Skudge
Skudge är en musikduo från Stockholm i Sverige som producerar och spelar technomusik. År 2011 vann de P3 Guld inom kategorin årets dans.

## Album
- Phantom, Skudge Records 2010

## Singlar och EP
- Depth Buffering EP (12", EP),	alphahouse 2009
- Melodrama / Ontic, Skudge Records 2010
- Instrumentals, Skudge Records	2010
- Convolution / Contamination, Skudge Records 2010
- Overture / Mirage, Skudge Records 2010
- Skudge Remixes Part 2 (12", Ltd), Skudge Records 2010
- Skudge Remixes Part 1 (12", Ltd), Skudge Records 2010
- Skudge Remixes Part 3, Skudge Records 2010
- Below / Phantom, Skudge Records 2010